# Агатон (роман)
«История Агатона, или Картина философическая нравов и обычаев греческих» (нем. Geschichte des Agathon. Aus einer alten griechischen Handschrift) — роман немецкого писателя Кристофа Мартина Виланда, впервые опубликованный в 1766—1767 годах.
Действие романа происходит в Древней Греции в V—IV веках до н. э. Главный герой, изгнанный из Афин, переживает множество злоключений и вырастает из юноши в зрелого мужчину. «Агатон» считается первым большим «романом воспитания» в немецкой литературе. Влияние этой книги Виланда заметно в «Вильгельме Мейстере» Иоганна Вольфганга Гёте, в «Генрихе фон Офтердингене» Новалиса.